# Lijst van openbare bibliotheken in de Achterhoek
Lijst van openbare bibliotheken in de Achterhoek en Graafschap Zutphen.
Vestigingen Achterhoekse Poort
- Aalten
- Dinxperlo
- Gendringen
- Terborg
- Ulft
- Varsseveld

Vestigingen Graafschap
- Grossel
- Lochem
- Warnsveld
- Zutphen

buurtbieb in de Graafschap
- Almen
- Barchem
- Eefde
- Epse
- Harfsen

Vestigingen Montferland
- Didam
- 's-Heerenberg

Vestigingen Oost-Achterhoek
- Borculo
- Eibergen
- Groenlo
- Lichtenvoorde
- Neede
- Ruurlo
- Winterswijk

Vestigingen West-Achterhoek
- Doesburg
- Doetinchem
- Hengelo (Gld)
- Vorden

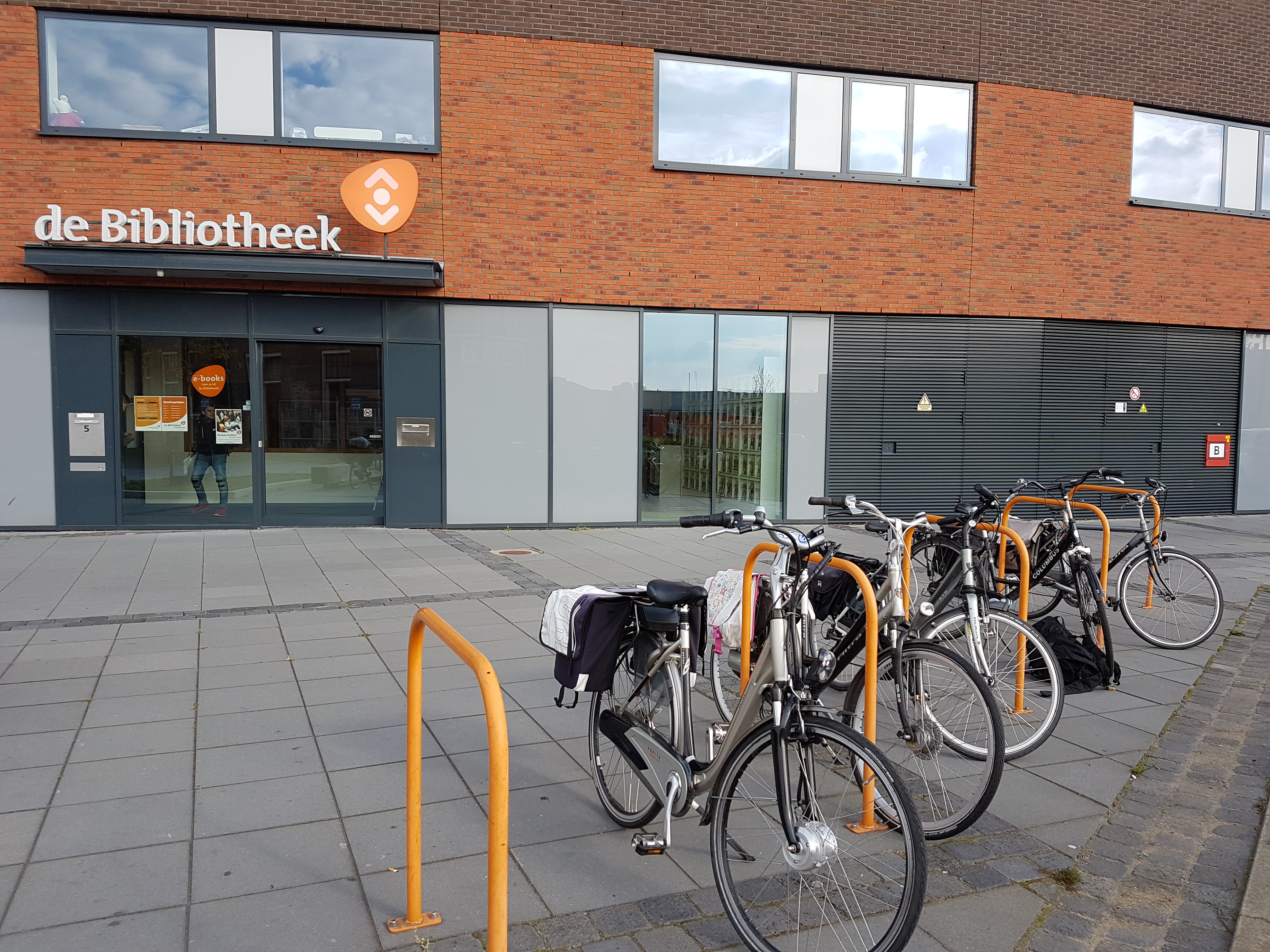
Bibliotheek Winterswijk zit in hetzelfde gebouw als het Gerrit Komrij College (2017)

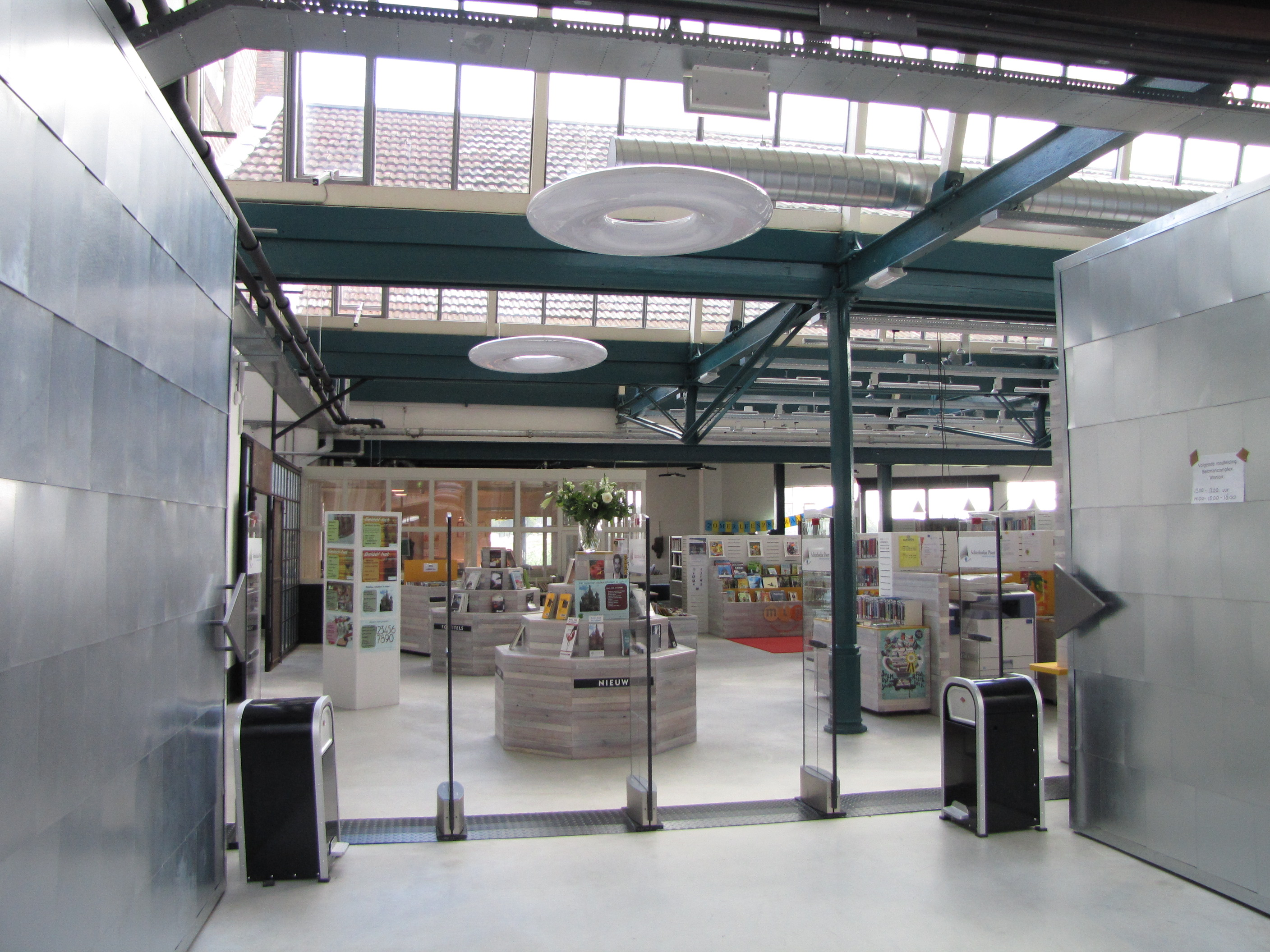
Bibliotheek Ulft in het Portierscomplex van het DRU Industriepark

- Wehl (in Woonzorgcomplex Oldershove)
- Zelhem
- Steenderen (servicepunt)